# (5032) Conradhirsh
(5032) Conradhirsh es un asteroide perteneciente al cinturón de asteroides, descubierto el 18 de julio de 1990 por Eleanor F. Helin desde el Observatorio del Monte Palomar, Estados Unidos.

## Designación y nombre
Designado provisionalmente como 1990 OO. Fue nombrado Conradhirsh en honor al profesor y explorador estadounidense Conrad W. Hirsh, pasó gran parte de su vida en África, relacionado con la Universidad Haile Selassie de Addis Abeba. Exploró terra icognita en el este de África y Madagascar.

## Características orbitales
Conradhirsh está situado a una distancia media del Sol de 3,004 ua, pudiendo alejarse hasta 3,327 ua y acercarse hasta 2,682 ua. Su excentricidad es 0,107 y la inclinación orbital 10,57 grados. Emplea 1902,49 días en completar una órbita alrededor del Sol.

## Características físicas
La magnitud absoluta de Conradhirsh es 12,7. Tiene 8,739 km de diámetro y su albedo se estima en 0,129.